# Cap Raeder
Robert „Cap“ Raeder (* 8. Oktober 1953 in Portland, Maine) ist ein ehemaliger US-amerikanischer Eishockeytorwart und derzeitiger -trainer. Zurzeit ist er einer der Assistenztrainer der Tampa Bay Lightning. Während der Saison 2002/03 war er für ein Spiel Interims-Cheftrainer der San Jose Sharks.

## Karriere
Raeder spielte zunächst ab der Saison 1972/73 an der University of New Hampshire. Im Sommer des Jahres 1973 wurde er sowohl im NHL Amateur Draft von den Montréal Canadiens als auch im WHA Amateur Draft von den New England Whalers ausgewählt. Raeder verblieb aber bis 1975 in New Hampshire. Nachdem er in der Saison 1975/76 vorerst in der North American Hockey League gespielt hatte, lief er für zwei Spiele bei den Whalers in der World Hockey Association (WHA) auf. In Saison 1976/77 stand Raeder für die Rhode Island Reds in der American Hockey League (AHL) und die New England Whalers im Tor, ehe er in den folgenden drei Spielzeiten, eine davon in der AHL, seine Karriere ausklingen ließ.
Zur Saison 1980/81 übernahm Raeder für zwei Jahre einen Posten als Assistenztrainer an seinem ehemaligen College. Nach einer kleinen Auszeit wurde er 1984 Assistenzcoach an der Clarkson University und ein Jahr später zum Cheftrainer befördert. Bis Ende der Saison 1987/88 blieb Raeder Trainer an der Clarkson und beendete die Spielzeiten stets mit einer positiven Bilanz. Ab der Saison 1988/89 nahm der US-Amerikaner den Posten als Assistenztrainer unter Barry Melrose bei den Los Angeles Kings aus der National Hockey League wahr. Dort blieb bis 1995 und hatte damit das große Glück Wayne Gretzky coachen zu können. Es folgten zwei Spielzeiten als Assistent in Boston, ehe ihn zur Saison 2000/01 die San Jose Sharks unter Vertrag nahmen. Nach einem Jahr als Assistenztrainer des NHL-Teams wurde er in der folgenden Saison Scout der Sharks und Assistenztrainer beim Sharks-Farmteam, den Cleveland Barons. Nachdem sich die Sharks während der Saison 2002/03 von Coach Darryl Sutter trennten, übernahm Raeder für ein Spiel den Posten des Cheftrainers auf Interimsbasis. Das Spiel endete mit einem 3:2-Sieg in der Overtime gegen die Phoenix Coyotes. Von da an betreute Raeder wieder bis zum Sommer 2008 die Scouting-Aufgaben des Franchises, ehe Melrose nach langer Auszeit den Cheftrainer-Posten der Tampa Bay Lightning übernahm und Raeder, neben Wes Walz und Rick Tocchet, als einen von drei Assistenztrainern verpflichten ließ.

### NHL-Trainerstatistik
S=Siege; N=Niederlagen; U=Unentschieden; OTL=Overtime-Niederlage